# Grad Kamen (Adergas)
Od gradu Kamen nad Adergasom (Frauenstein bei Michelstätten) so ostale samo še komaj vidne razvaline.

## Zgodovina
Območje gradu je pripadalo deželnemu knezu. Med letoma 1147 in 1154 se v listini z gradu Bilštajn na Koroškem omenjajo kot priče Gerlochus, njegov brat Albertus in sin Meinhalmus de Michelstein, vitezi in bližnji sorodniki andeškega minesteriala Meinharda Schababa iz Kokre, ki so prebivali v manjšem dvoru, ki je leta 1359 omenjen kot "hof gelegen bey sand Margreten". Valvasor piše, da so ga že pred štiristo leti posedovali gospodje s Kamna ("die Herren Frauensteiner"). Turki so velesovski samostan in najbrž tudi dvor opustošili leta 1471. Zadnjega gospodarja iz tega rodu so leta 1473 Turki ujeli in je v ujetništvu umrl. 
Ko je leta 1486 obiskal dominikanke kancler in spremljevalec pooblaščenega vizitatorja oglejskega patriarha Petra Carlija Paolo Santonino, je v popotni dnevnik zapisal: "Imenovani samostan … ima na griču v bližini nov grad, kamor se zatekajo nune ob vpadih sovražnikov." Nekoč neutrjeni velesovski dvor je medtem očitno prešel v samostansko last in bil zaščiten z obzidjem in stolpi. Obnova grajske stavbe pa ni bila zadostna, sicer ne bi velesovska prednica Julija prosila cesarja Ferdinanda za dovoljenje, da ga znova pozida in utrdi. Ferdinand je prednici 20. 3. 1533 izdal ustrezen dokument, hkrati pa je stavbo preimenoval v Frauenstein ('gospodaričin kamen') in ji podelil grajske pravice. Nune so v njem hranile dragocenosti in hodile tja na sprehod.
Grad je bil postavljen na pobočje hriba. Imel je stolpasto jedro in obzidje s tremi ali morda štirimi vogalnimi okroglimi stolpi. Okrog je bil obrambni jarek. Stolp je bil iz dveh simetričnih polovic in je bil po Valvasorjevi upodobitvi iz dveh nadstropij in s strmo piramidasto streho. Zidovi so bili debeli več kot meter, na pobočni strani pa skoraj dva metra.  Vogalni stolpi so bili iz različnih časov in zato neenakomerno močni in visoki. Mlajša je bila mogočna renesančna utrdba na vzhodni strani gradu in notranja stavba, prislonjena na obzidje.
V Valvasorjevem času je bil še obljuden, na začetku 18. stoletja pa so ga opustili. Ko so leta 1732 pričeli zidati nov samostan, so za gradnjo uporabili tudi kamenje z grajske razvaline. Od leta 2015 lokalni zanesenjak čisti zaraščeno področje gradu, tako da so se spet pokazali temelji zidov.